# Taymi Chappé
Taymi Chappé Valladares, née le 11 septembre 1968 à La Havane et morte le 3 novembre 2020 à Naples, est une escrimeuse cubaine naturalisée espagnole. 

## Carrière
Taymi Chappé a la particularité d'avoir remporté un titre de championne du monde en 1990 sous les couleurs de Cuba, puis de championne du monde par équipes sous le drapeau espagnol, en 1994. Elle compte également une médaille de bronze mondiale en 1997 au Cap.

## Famille
Taymi Chappé est la fille du joueur de basket-ball Pedro Chappé.

## Palmarès
- Championnats du monde d'escrime
  -  Médaille d'or par équipes aux championnats du monde d'escrime 1994 à Athènes
  -  Médaille d'or aux championnats du monde d'escrime 1990 à Lyon
  -  Médaille de bronze aux championnats du monde d'escrime 1997 au Cap

- Coupe du monde d'escrime
  -  Vainqueur du classement général à l'épée féminine en 1995

- Universiade
  -  Médaille d'argent à l'Universiade d'été de 1989 à Duisbourg